# Challenge de France féminin 2010/11
Der Wettbewerb um den Challenge de France féminin in der Saison 2010/11 war die zehnte Ausspielung des französischen Fußballpokals für Frauenmannschaften. Die Teilnahme war nur für die Frauschaften der ersten und zweiten Liga verpflichtend.
Titelverteidiger war der Paris Saint-Germain FC; die Hauptstädterinnen schieden diesmal aber bereits in der Runde der letzten 32 Teilnehmer gegen einen Zweitligisten aus. Stattdessen gewannen die Frauen der AS Saint-Étienne gleich in ihrem ersten Pokalendspiel den Wettbewerb. Das unterlegene Team des Vorjahresfinalisten HSC Montpellier hingegen stand bereits zum sechsten Mal in einem französischen Pokalendspiel und verlor es zum dritten Mal.
Der Wettbewerb wurde nach dem klassischen Pokalmodus ausgetragen; das heißt insbesondere, dass die jeweiligen Spielpaarungen ohne Setzlisten oder eine leistungsmäßige bzw. regionale Vorsortierung der Vereine aus sämtlichen noch im Wettbewerb befindlichen Klubs ausgelost wurden und lediglich ein Spiel ausgetragen wurde, an dessen Ende ein Sieger feststehen musste (und sei es durch ein Elfmeterschießen – eine Verlängerung bei unentschiedenem Stand nach 90 Minuten war nicht vorgesehen), der sich dann für die nächste Runde qualifizierte, während der Verlierer ausschied. Auch das Heimrecht wurde für jede Begegnung durch das Los ermittelt – mit Ausnahme des Finales, das auf neutralem Platz an jährlich wechselnden Orten stattfand –, jedoch mit der Einschränkung, dass Klubs, die gegen eine mindestens zwei Ligastufen höher spielende Elf anzutreten haben, automatisch Heimrecht bekamen.
Zum ersten Mal in der Wettbewerbsgeschichte griffen die zwölf Erstligisten nicht mehr im Sechzehntel-, sondern bereits im Zweiunddreißigstelfinale – der sogenannten zweiten Bundesrunde (Deuxième tour fédéral) – in den Wettbewerb ein. Für die unterklassigen Teilnehmer waren dem mehrere Qualifikationsrunden vorangegangen, die von den regionalen Untergliederungen des Landesverbands FFF organisiert worden waren.

## Zweiunddreißigstelfinale
Spiele am 30. Januar, eine Partie am 6. Februar 2011. Die Vereine der beiden höchsten Ligen sind mit D1 bzw. D2 gekennzeichnet.
| - AS Algrange (D2) – Juvisy FCF (D1) 0:5 - ASJ Soyaux (D2) – AF Rodez (D1) 0:1 - FCF Monteux (D2) – Olympique Lyon (D1) 0:7 - FC Tours (D2) – Le Mans FC (D1) 0:5 - FF Issy (D2) – Paris Saint-Germain (D1) 0:10 - FC Ploërmel – ESOF La Roche (D1) 1:2 - ES Arpajon (D2) – AS Muret (D2) 2:1 - FC Woippy – US Blanzy (D2) 1:1 (3:2 i. E.) - FC Monswiller – CS Mars Bischheim (D2) 0:8 - AS Mussig – Racing Besançon (D2) 0:8 - ES 16e Paris – FCO Dijon (D2) 0:1 - ESTC Poitiers – CS Aulnat (D2) 1:0 - FCF Val d’Orge – US Saint-Malo 1:2 - JA Isle – AS Sainte-Christie/Preignan 1:4 - ASF Les Verchers – FA Laval 2:2 (3:1 i. E.) - US Rouvroy – Stade Raismes 2:0 | - FCF Hénin-Beaumont (D1) – OS Leers (D2) 6:0 - Stade Saint-Brieuc (D1) – CPBB Rennes (D2) 1:2 - ASPTT Albi (D2) – Toulouse FC (D1) 2:2 (4:5 i. E.) - SC Caluire Saint-Clair – AS Saint-Étienne (D1) 0:5 - US Villeneuve-lès-Maguelone – HSC Montpellier (D1) 0:3 - AS Évry – FF Yzeure Allier Auvergne (D1) 0:4 - OC Saint-Herblain (D2) – USC Corné (D2) 2:0 - Claix FF (D2) – AS Châtenois-le-Royal (D2) 4:0 - FA Saint-Cyprien – Racing Flacé-lès-Mâcon (D2) 1:2 - Olympique Saint-Memmie – USCCO Compiègne (D2) 1:3 - ES Saint-Simon Toulouse – FCE Arlac (D2) 3:1 - AS Gardanne – FF Redessan Nîmes Métropole (D2) 1:2 - Amiens Montières – AS Montigny-le-Bretonneux (D2) 0:3 - Racing La Flèche – Croix Blanche OSL Angers (D2) 0:13 - FAS Herblay – FC Templemars-Vendeville (D2) 2:0 - Triangle d’Or Jura – FC Vendenheim (D2) 0:11 |

## Sechzehntelfinale
Spiele am 19. und 20. Februar 2011
| - AF Rodez (D1) – Claix FF (D2) 3:1 - HSC Montpellier (D1) – ES Arpajon (D2) 9:0 - FC Woippy – Juvisy FCF (D1) 1:9 - US Rouvroy – FCF Hénin-Beaumont (D1) 0:4 - ESTC Poitiers – ESOF La Roche (D1) 0:2 - FCO Dijon (D2) – Racing Besançon (D2) 2:0 - CPBB Rennes (D2) – OC Saint-Herblain (D2) 2:3 - US Saint-Malo – ASF Les Verchers 0:1 | - FF Redessan Nîmes Métropole (D2) – Toulouse FC (D1) 0:0 (1:4 i. E.) - AS Saint-Étienne (D1) – Racing Flacé-lès-Mâcon (D2) 2:0 - Olympique Lyon (D1) – AS Montigny-le-Bretonneux (D2) 13:0 - Le Mans FC (D1) – Croix Blanche OSL Angers (D2) 3:1 - FC Vendenheim (D2) – Paris Saint-Germain (D1) 1:0 - FAS Herblay – FF Yzeure Allier Auvergne (D1) 1:4 - USCCO Compiègne (D2) – CS Mars Bischheim (D2) 2:0 - AS Sainte-Christie/Preignan – ES Saint-Simon Toulouse 0:4 |

## Achtelfinale
Spiele am 13. März 2011
| - Olympique Lyon (D1) – AF Rodez (D1) 3:0 - FCF Hénin-Beaumont (D1) – Le Mans FC (D1) 0:1 - Toulouse FC (D1) – HSC Montpellier (D1) 0:1 - OC Saint-Herblain (D2) – Juvisy FCF (D1) 0:5 | - ESOF La Roche (D1) – USCCO Compiègne (D2) 1:1 (4:1 i. E.) - ASF Les Verchers – FF Yzeure Allier Auvergne (D1) 3:0 - ES Saint-Simon Toulouse – AS Saint-Étienne (D1) 0:1 - FC Vendenheim (D2) – FCO Dijon (D2) 0:0 (5:6 i. E.) |

## Viertelfinale
Spiele am 3. April 2011
| - AS Saint-Étienne (D1) – Le Mans FC (D1) 1:0 - ASF Les Verchers – FCO Dijon (D2) 1:3 | - HSC Montpellier (D1) – ESOF La Roche (D1) 6:0 - Juvisy FCF (D1) – Olympique Lyon (D1) 0:0 (3:2 i. E.) |

## Halbfinale
Spiele am 1. Mai 2011
| - FCO Dijon (D2) – AS Saint-Étienne (D1) 0:5 | - Juvisy FCF (D1) – HSC Montpellier (D1) 1:3 |

## Finale
Spiel am 21. Mai 2011 im Stade de la Pépinière von Buxerolles vor 2.200 Zuschauern
- AS Saint-Étienne – HSC Montpellier 0:0, 3:2 im Elfmeterschießen

### Aufstellungen
Saint-Étienne: Méline Gérard – Morgane Courteille, Ophélie Brevet, Astrid Chazal, Charlotte Gauvin  – Aude Moreau, Amélie Barbetta, Ludivine Coulomb, Kheira Hamraoui (Maéva Clemaron, 76.) – Deborah Taghavi (Safia Bengueddoudj, 63.), Camille Catala
Trainer: Hervé Didier und Patrick Brossart
Montpellier: Céline Deville – Marion Torrent, Kelly Gadéa, Ophélie Meilleroux, Cynthia Viana – Charlotte Bilbault, Rumi Utsugi, Ludivine Diguelman (Marine Pervier, 62.), Viviane Asseyi (Élodie Ramos, 71.) – Marie-Laure Delie, Hoda Lattaf 
Trainerin: Sarah M’Barek
Schiedsrichterin: Stéphanie Frappart

### Elfmeterschießen
| AS Saint-Étienne 0:0 Catala (gehalten) 1:0 Chazal 2:1 Brevet 3:2 Clemaron | HSC Montpellier 0:0 Torrent (gehalten) 0:0 Bilbault (Lattentreffer) 1:1 Ramos 2:2 Utsugi 3:2 Lattaf (gehalten) |